# Mien Bouwmeester
Wilhelmina Cornelia (Mien) Bouwmeester-Verheijdt (Den Haag, 26 februari 1891 – Apeldoorn, 27 juli 1984) was een Nederlands sopraan en zangpedagoge.
Ze was dochter van Cornelia van Koert en postbeambte Leonardus Franciscus Verheijdt. In 1914 trouwde ze, voordat ze een zangcarrière kreeg, met winkelier Jacobus Johannes Bouwmeester.
Haar opleiding kreeg ze van Marie Bol aan het Haags Conservatorium.
Haar loopbaan neemt een aanvang in de jaren tien van de 20e eeuw. Ze stond toen op het podium, waarbij ze bijvoorbeeld in 1919 en 1920 soleerde bij het koor Polyhymnia van Jan Bertelsman; bij liefdadigheidsconcerten in de Pulchri Studio en Diligentia. In 1922 sloot ze zich aan bij De Nationale Opera, waaraan tevens  gerenommeerde zangers verbonden waren als Liesbeth Poolman-Meissner en Jacobus Urlus. Ook in de opvolger, het gezelschap Co-Opera-Tie, zong ze. In de jaren dertig was ze een aantal keren op de radio te horen.
Tijdens de Tweede Wereldoorlog raakte ze, woonachtig in Apeldoorn, langzaam uit beeld. Ze trad daar, aangekondigd als eerste sopraan van de Nationale Opera, in 1942 nog wel op tijdens een Apeldoorns volksconcert met de Arnhemsche Orkest Vereeniging onder leiding van Jaap Spaanderman.
Bouwmeester was deels ontdekker van de Apeldoornse zangeres Antoinette Tiemessen. Ze gaf haar kortstondig les, maar zag in dat die zo snel leerde dat ze dat als docente niet kon bijbenen. Tiemessen kreeg vervolgens aan het Conservatorium van Amsterdam les van Coby Riemersma en Felix Hupka.  Een andere leerling was John van Kesteren, die verder studeerde bij Ankie van Wickevoort Crommelin.
Haar stem is bewaard gebleven in één opname.